# Suzanne E. Vanderbilt
Suzanne E. Vanderbilt (25 d'agost de 1933 – novembre de 1988, Mount Vernon, Nova York) va ser una dissenyadora industrial especialitzada en el disseny d'automòbils.

## Biografia
A la seva infantesa Vanderbilt va expressar un gran interès per les arts plàstiques i la mecànica a partir de la influència del seu pare.
Més tard és acceptada al Pratt Institute de Brooklyn on estudia disseny industrial. L'any 1955 quan encara li faltaven uns mesos per acabar la carrera, rep una oferta de General Motors Aquesta oportunitat va ser gràcies a Harley Earl i la seva iniciativa per incorporar dones a l'empresa.
Després de sis mesos de pràctiques Vanderbilt va ser traslladada a Chevrolet on feia els panels interiors dels automòbils. Més tard treballa per a Cadillac Durant la seva estada en aquest departament el seu cap pateix un accident automobilístic que deixa a Vanderbilt com a la seva substituta, això li va proporcionar molts contactes i una reputació a l'empresa. Posteriorment es trasllada al departament d'investigació. L'any 1963 decideix prendre's un any sabàtic per estudiar un màster en Belles Arts a la Cranbrook Academy (Michigan). El març de 1971 Vanderbilt és anomenada dissenyadora en cap del seu departament. Finalment el 1977 anuncia la seva retirada degut a la detecció i el tractament d'un càncer. Vanderbilt mor per culpa d'aquesta malaltia l'any 1988.

## Treball
Suzanne Vanderbilt va treballar tota la seva vida a General Motors i, per tant, els seus dissenys són productes de projectes en equip.

## Filosofia de disseny
L'equip de Vanderbilt era molt innovador i moltes vegades es veia limitat per la tecnologia de la seva època. Vanderbilt tenia una filosofia del disseny molt particular i concreta. Per a ella el disseny era una constant molt important a la seva vida i considerava que tot objecte posseïa un valor.

## Sexisme
Vanderbilt va patir les dificultats de ser dona en un món laboral dominat completament per homes. Quan va entrar a General Motors va formar part del grup Damisels of Design que s'encarregaven del disseny interior dels automòbils. Durant aquest període Vanderbilt i les seves companyies van patir un menyspreu per part dels homes que treballaven a l'empresa pel simple fet de ser dones. Més tard i encara que va arribar a tenir un lloc de treball d'importància dintre de l'empresa va continuar patint el sexisme propi de la mentalitat de l'època.